# L'assedio di Siracusa
L'assedio di Siracusa (bra O Cerco de Siracusa) é um filme franco-italiano de 1960, do gênero aventura histórica, dirigido por Pietro Francisci, com roteiro de Giorgio Graziosi e do próprio diretor baseado na vida do matemático Arquimedes.

## Sinopse
No tempos da Segunda Guerra Púnica, quando Aníbal passeava pela Itália, humilhando os orgulhosos romanos, a cidade helênica de Siracusa (Sicília), que lutara ao lado de Roma na Primeira Guerra, rompeu a aliança, aderindo a Cartago. Por conta disso, uma frota romana, comandada por Marcelo, assediou a cidade durante 3 anos, conseguindo tomá-la, apesar das armas mirabolantes concebidas pelo gênio de Arquimedes. Quando a cidade caiu, o sábio foi morto por um estúpido legionário, que não o reconheceu.[carece de fontes?]
Sobre esse pano de fundo histórico, o diretor e roteirista, Pietro Francisci, permitiu-se criar uma ficção romântica, cujo eixo central é a paixão de Arquimedes pela bailarina Artemis. Drogada e raptada, ela perde a memória e é levada para Roma, onde Marcelo a toma como esposa, apesar dela esperar um filho de Arquimedes.[carece de fontes?]
Anos depois, quando Arquimedes (que se casara com Clio, uma das filhas do rei Hierão) visita Roma, como embaixador de Siracusa, os amantes se reencontram e Artemis recupera a memória perdida. O casal quer voltar junto para a Sicília, porém Marcelo se opõe.[carece de fontes?]
Afinal, estoura a guerra, e é Marcelo quem comanda a frota romana que assedia Siracusa, enfrentando as armas que o sábio matemático concebe para defender a cidade. E quando o romano morre, durante o cerco, seu lugar é ocupado por seu filho adotivo, que é, na verdade, filho de Arquimedes.[carece de fontes?]

## Elenco
- Rossano Brazzi ...Arquimedes
- Tina Louise ...Artemis
- Sylva Koscina ...Clio
- Enrico Maria Salerno ...Górgia
- Gino Cervi ...Gerone
- Alberto Farnese ...Marcelo
- Luciano Marin ...Marco
- Alfredo Varelli ...Kriton
- Walter Grant ...Tirésias